# Larimichthys polyactis
Larimichthys polyactis és una espècie de peix de la família dels esciènids i de l'ordre dels perciformes.

## Morfologia
- Els mascles poden assolir 40 cm de longitud total.
- Nombre de vèrtebres: 28-30.[2][3]

## Depredadors
A la Xina és depredat per Paralichthys olivaceus.

## Hàbitat
És un peix marí, de clima subtropical (41°N-22°N, 117°E-141°E) i bentopelàgic que viu fins als 120 m de fondària.

## Distribució geogràfica
Es troba a l'oceà Pacífic nord-occidental: els mars Groc i de la Xina Oriental.

## Ús comercial
És emprat en la medicina tradicional xinesa.

## Observacions
És inofensiu per als humans.